# L'Entremetteuse
L’Entremetteuse (en néerlandais, De koppelaarster) est une huile sur toile de Johannes Vermeer. Signée en bas à droite du cadre et datée de 1656 (ce qui en fait, avec L'Astronome et Le Géographe, l'une des trois seules toiles du peintre à être à la fois datées et signées), elle mesure 143 cm de haut et 130 cm de large. Elle est conservée à la Gemäldegalerie Alte Meister de Dresde.
Cette œuvre, la première scène de genre connue de Vermeer, appartient au sous-genre des « bordeeltjes », des représentations de la prostitution, alors répandues dans la peinture hollandaise. Elle représente en effet quatre personnages dans ce qui est vraisemblablement un lupanar. Celui de gauche est souvent tenu pour un autoportrait de l'artiste,. À sa gauche se trouve l'entremetteuse, qui donne son titre à la toile. Puis est représenté le client en rouge, derrière la courtisane en jaune.

## Réception et place dans l'œuvre de Vermeer
Œuvre de transition, cette peinture n'est pas toujours tenue par les historiens d'art comme relevant du style ni du mode d'expression caractéristiques de Vermeer. Pieter Swillens juge en effet en 1950 que le tableau, s'il est bien de la main de Vermeer, témoigne plutôt d'un tâtonnement dans la recherche d'une manière propre. Eduard Trautscholdt, en revanche, considère que « le tempérament du Vermeer de 24 ans s'[y] révèle entièrement pour la première fois », et fait de cette toile de 1656 le point de départ de son style ultérieur. On y découvre par exemple pour la première fois, avec le tapis sur la balustrade, le dispositif du repoussoir barrant le premier plan et interdisant l'accès direct aux personnages figurés sur la toile, que l'on retrouve dans sept autres de ses scènes d'intérieur.
Il s'agit en outre de la première scène de genre du peintre, qui se distingue de ses productions ultérieures par un format imposant (143 × 130 cm) et une certaine négligence de la représentation exacte de la spatialité.
Pour expliquer ce passage d'œuvres inspirées du catholicisme — auquel Vermeer se serait converti à la suite de son mariage avec Catharina Bolnes en 1652 — comme Sainte Praxède ou Le Christ chez Marthe et Marie aux scènes de genre, Daniel Arasse émet l'hypothèse d'une adaptation du peintre à la clientèle de Delft, où les commanditaires catholiques étaient bien moins nombreux que les amateurs protestants de telles scènes.

## Sources et inspiration
La scène s'inscrit dans la tradition, alors vive dans la peinture néerlandaise, des « bordeeltje » (« scènes de prostitution »). Cette tradition a pu prendre comme prétexte la parabole du Fils prodigue de l'Évangile selon Luc, et plus particulièrement le moment où le fils prodigue « dissipe son bien en vivant dans la débauche ». L'occasion était donnée, sous couvert de message moralisateur condamnant le vice, l'alcool et la débauche, de satisfaire les désirs d'une clientèle en proie à une morale religieuse de plus en plus rigoriste.
Cette thématique a surtout été exploitée par l'École caravagesque d'Utrecht dans les années 1620, et Vermeer s'est probablement inspiré d'une toile que possédait sa belle-mère Maria Thins, L'Entremetteuse de Dirck van Baburen. Car cette dernière toile est représentée en tant que « tableau dans le tableau » dans deux œuvres du peintre : Le Concert et la Dame assise à l'épinette. Walter Lietdke, cependant, rapproche la composition de Vermeer d'une autre toile de van Baburen, Le Fils prodigue (1623, 110 × 154 cm, Mayence, Musée du Land), à la composition similaire, quoiqu'en miroir, à quatre personnages. Il est également possible que l'influence de van Barburen soit passée par l'intermédiaire de Christiaen van Couwenbergh, prédécesseur de Vermeer à Delft, qui illustrait déjà de telles scènes de lupanar trente ans auparavant.

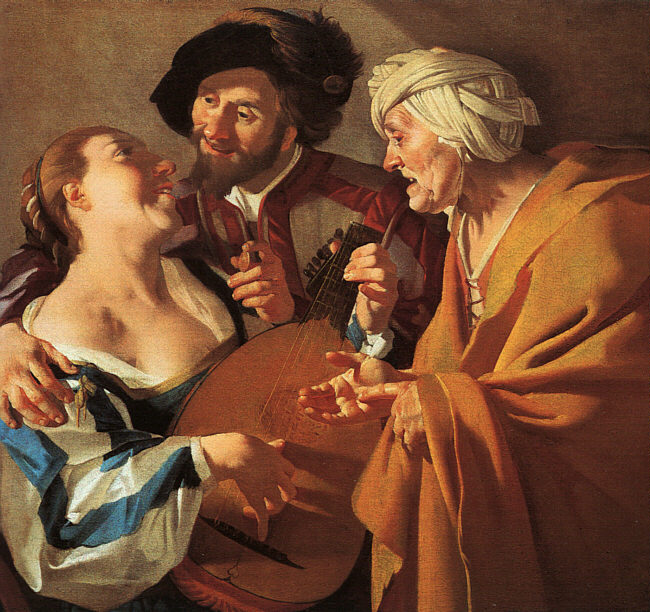
Dirck van Baburen, L'Entremetteuse, 1622, huile sur toile, 100,2 × 105,3 cm, Boston, musée des beaux-arts.
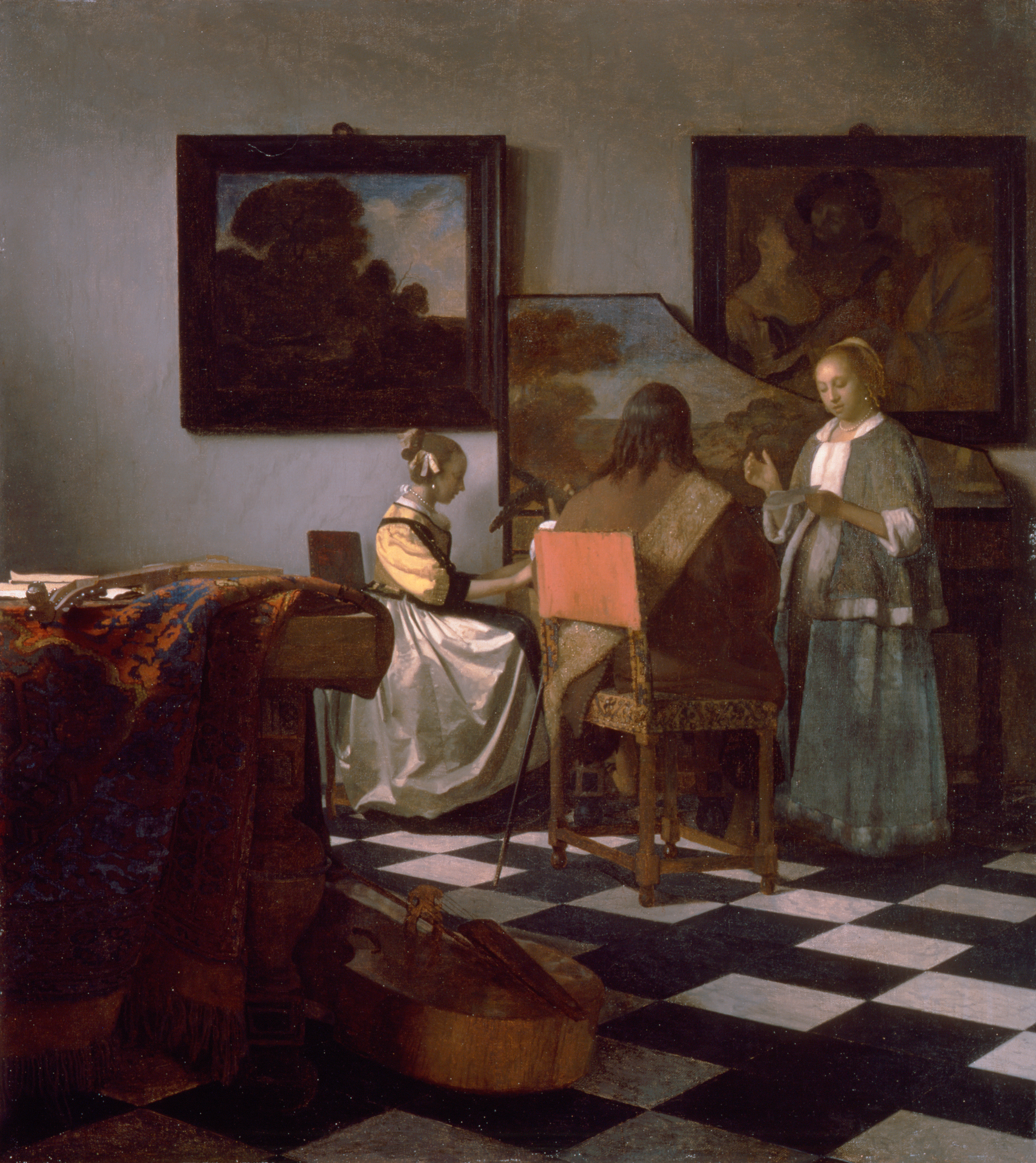
Vermeer, Le Concert, vers 1664-1667, 72,5 × 64,7 cm, Boston, musée Isabella Stewart Gardner (volé en 1990).
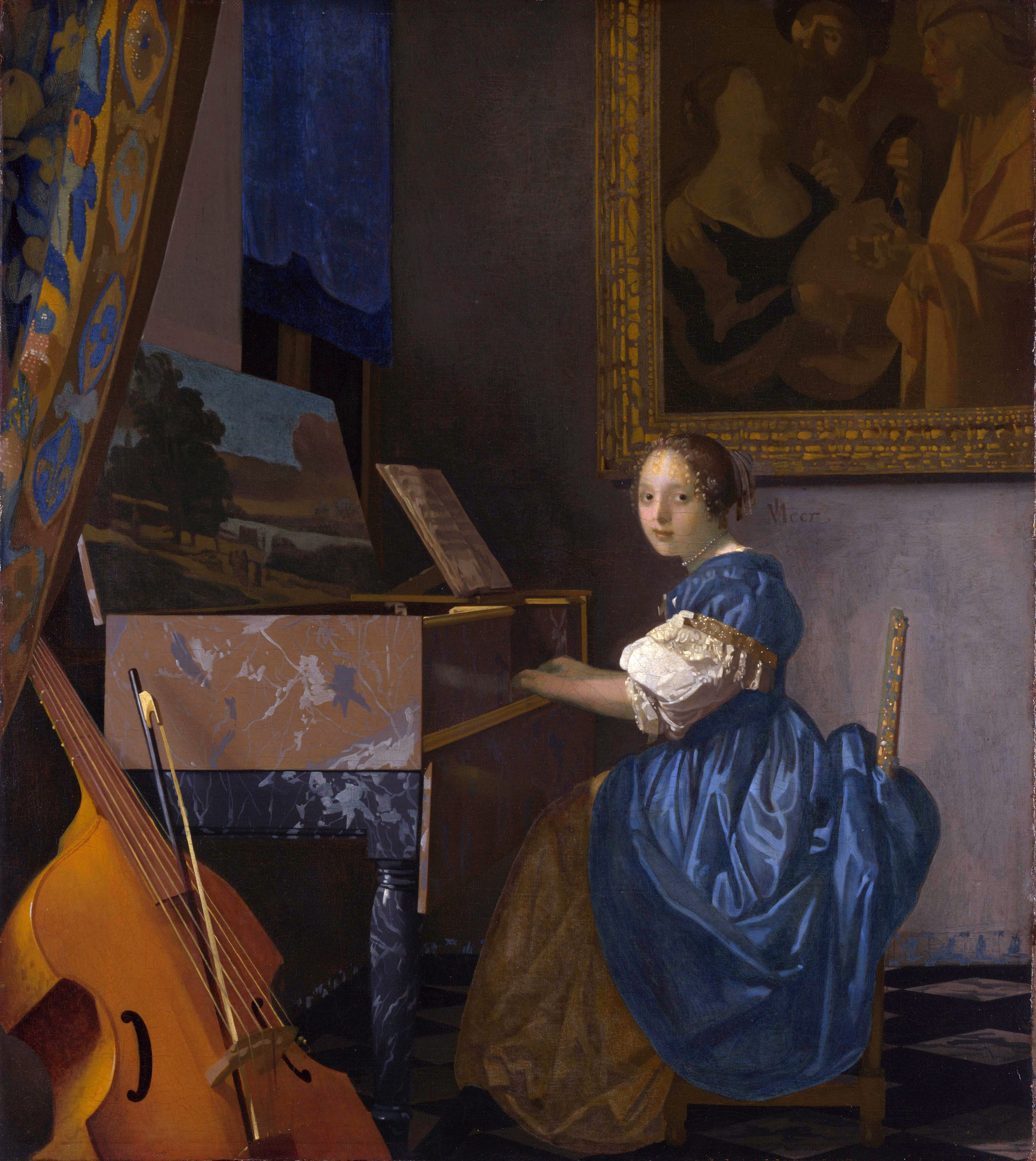
Vermeer, Dame assise à l'épinette, vers 1670-1675, 51,5 × 45,5 cm, Londres, National Gallery.

Cette ambiguïté, entre parabole biblique et scène de genre, confirme par ailleurs le caractère transitoire de L'Entremetteuse dans la carrière de Vermeer. Et la scène, cadrée en plan rapproché sur les quatre personnages, se montre beaucoup plus réservée que ses prédécesseurs ou contemporains, généralement moins avares en détails explicitement érotiques.

## Description et interprétation
Au début des années 2000, la restauration du tableau a rendu plus lisible l'espace de l'arrière-plan. La scène prend vraisemblablement place au rez-de-chaussée d'une taverne, dont l'espace s'ouvre sur une pièce située derrière le personnage de gauche, vraisemblablement éclairé d'un feu vif de cheminée. L'entremetteuse se trouve devant une colonne, alors que le couple est représenté devant un mur gris. Les personnages sont situés devant une table, elle-même devant une balustrade, qui s'élève jusqu'à la moitié de la toile, et sur laquelle est suspendu un large tapis, recouvert à gauche d'un manteau noir.

### Le personnage de gauche

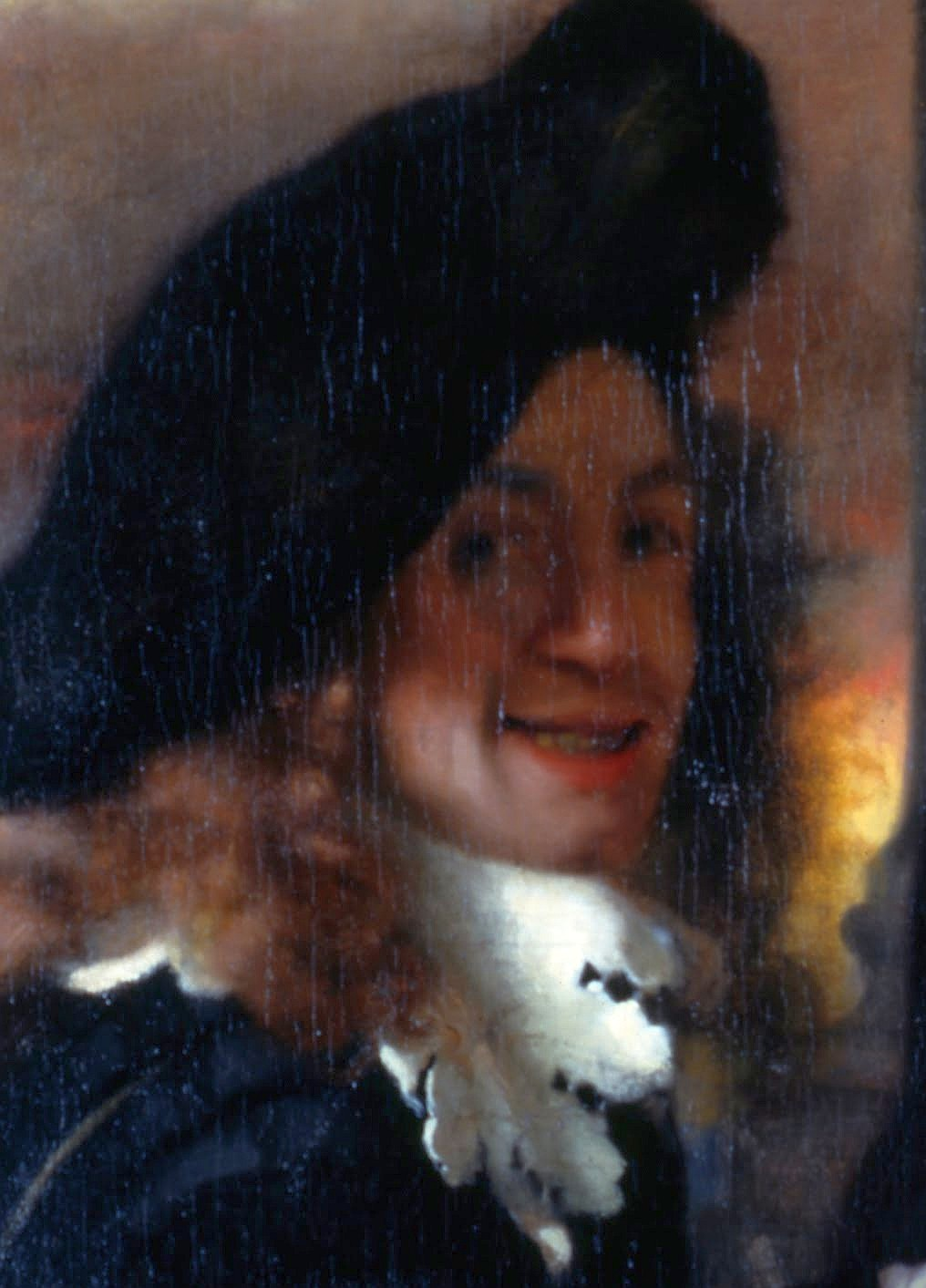
Détail du personnage du gauche, probable autoportrait du peintre.

Le personnage de gauche tient le manche d'un cistre dans la main droite et un verre dans la gauche. C'est le joyeux buveur caravagesque type, très populaire dans les scènes de lupanar des caravagistes d'Utrecht. Sa face hilare dans l'ombre de son large béret noir et le regard qu'il adresse au spectateur en se tournant vers lui font de ce dernier le complice invisible de la transaction vénale qui s'opère sous ses yeux.

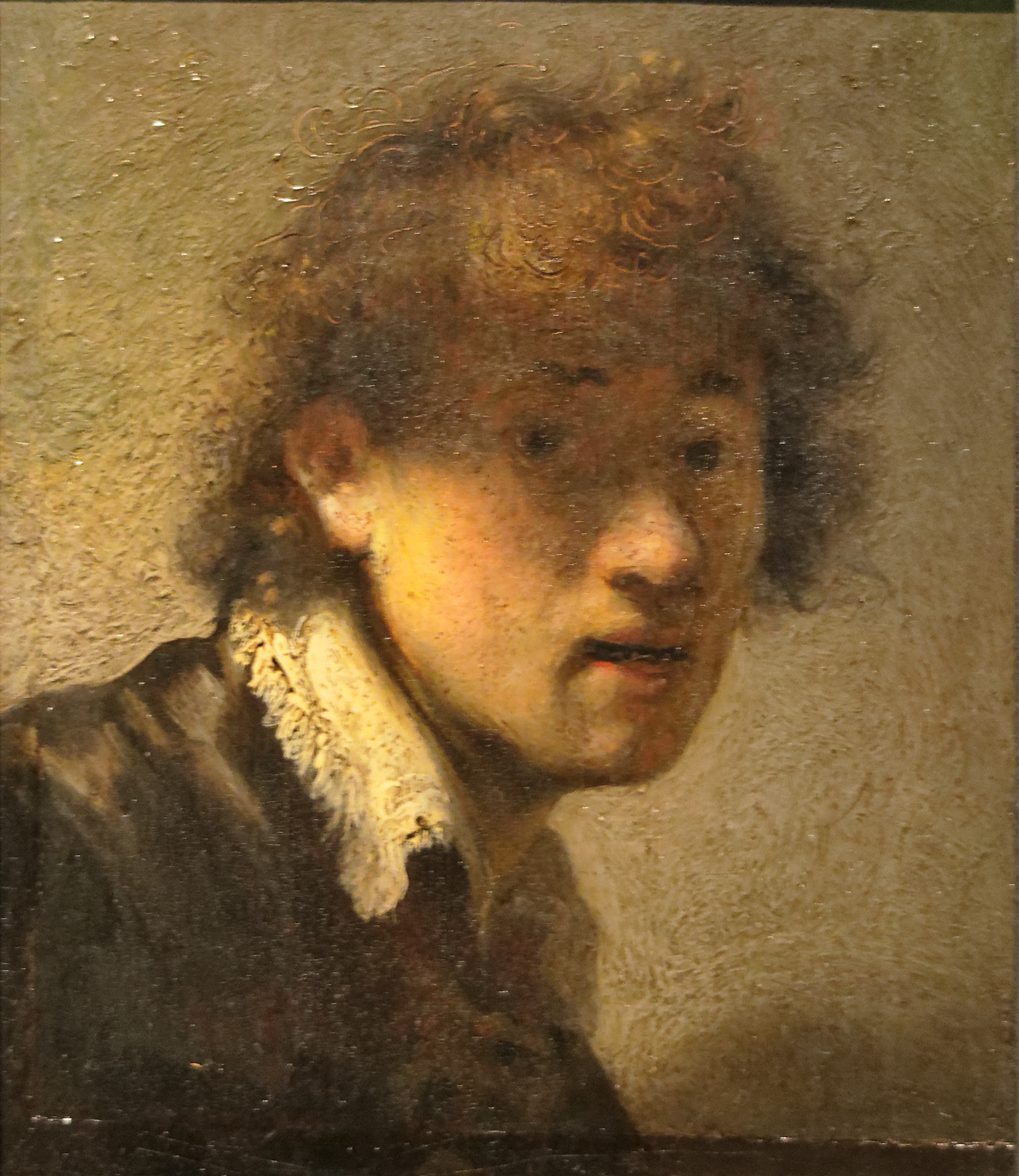
Rembrandt, Autoportrait, 1629,, Munich, Alte Pinakothek.

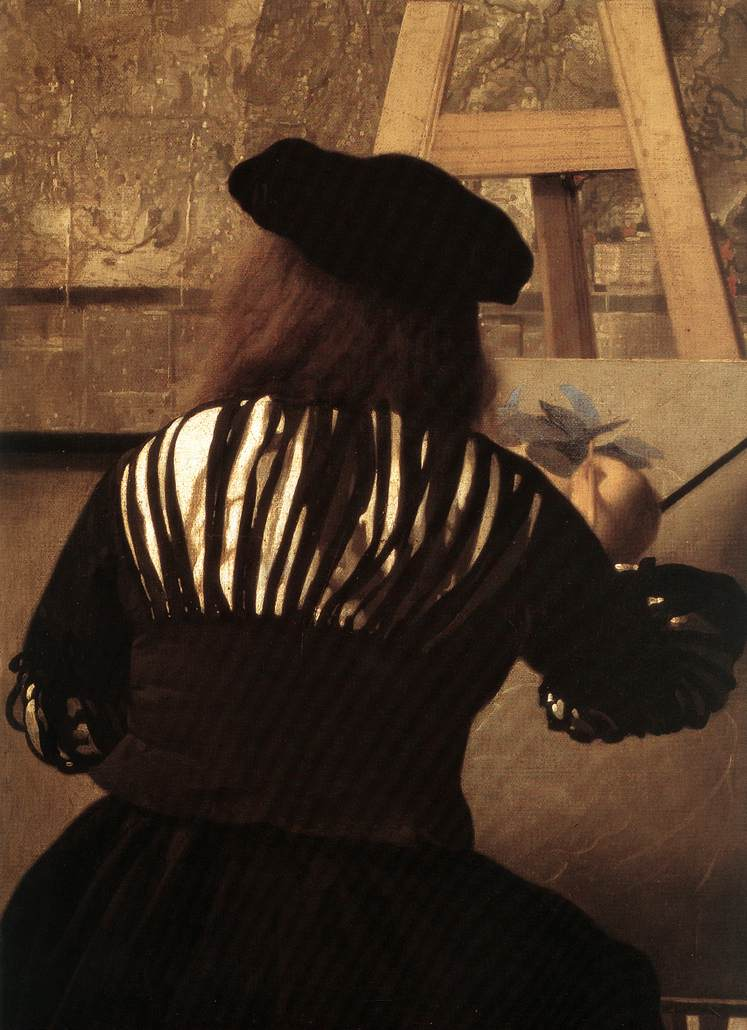
Détail de L'Art de la peinture, vers 1666, Vienne, musée d'histoire de l'art.

Il porte un habit à la mode des années 1630, largement tombé en désuétude en 1656, mais qui perdure dans les tableaux d'intérieur hollandais jusque dans les années 1660, ce qui suppose que Vermeer s'inspire de sources plus picturales que réalistes. Le collet flamand à larges échancrures, qui figure par exemple dans un autoportrait de Rembrandt daté de 1629, supplante en effet la fraise volumineuse provenant de la cour espagnole aux alentours de cette date. Le costume noir aux manches à crevés a de plus été rapproché de celui du peintre dans L'Art de la peinture. On considère d'ailleurs généralement ce personnage comme un autoportrait de Vermeer, en avançant un faisceau de preuves concordantes. Tout d'abord, le personnage présente des similitudes troublantes avec l'autoportrait de Rembrandt de 1629. De plus, les scènes hollandaises de « joyeuses compagnies », illustrant notamment la parabole du Fils prodigue, présentaient traditionnellement au XVIIe siècle un autoportrait de l'artiste, en costume exotique ou portant un béret, et fixant le spectateur avec un sourire de connivence en lui adressant un verre levé. Enfin, Walter Liedtke montre que le caractère un peu figé du personnage, selon un éclairage incohérent par rapport au reste de la composition, et comme inséré dans une scène qui lui est en partie étrangère, dans la mesure aussi où il se détache devant une ouverture plus claire, peut renvoyer à une image recopiée dans un miroir. Il rappelle à cet effet que Vermeer était gaucher : cela justifierait le fait que la main gauche du personnage du tableau — en image inversée de la réalité — tienne le verre, alors que la droite — en fait, la gauche du peintre, maniant donc le pinceau — soit traitée moins précisément.
Le manche de l'instrument à cordes permet d'identifier un cistre, et de le différencier du luth, même si le corps de l'instrument est caché sous la table. Il s'agit d'un des instruments de musique les plus populaires du milieu du XVIIe siècle, et souvent représenté par Vermeer. Walter Liedtke attribue à la forme de ce manche, et au geste du jeune homme qui s'enserre, une connotation sexuelle évidente, que confirme le verre qu'il brandit. Car le liquide brunâtre qui remplit ce verre est, selon toute vraisemblance, de la bière (peut-être de la bock), de même que la raie claire gris verdâtre à sa surface figure probablement le faux col. Or, la consommation de boissons alcooliques était liée à la prostitution, puisque les courtisanes étaient chargées de faire boire leurs clients le plus possible avant de passer à un commerce plus charnel.

### L'entremetteuse
L'entremetteuse en noir, en retrait derrière le couple de droite, est la complice de la transaction, au même titre que le jeune homme de gauche, et le spectateur. Son visage hommasse aux reliefs très marqués qui se détache devant une large colonne et semble surgir de l'arrière-plan, sa large coiffe noire qui découpe son front en arc-de-cercle, le sourire qu'elle arbore, ainsi que son regard en coin, sournois et pénétrant, suggèrent moins l'habituelle profiteuse qu'une sorte de figure maléfique plaçant la scène sous son autorité.
Des radiographies ont révélé une forme claire près de la main du galant : c'était probablement la main droite avancée de l'entremetteuse, qui jouait donc initialement un rôle plus actif dans la transaction avant que Vermeer ne la rejette dans l'ombre, et ne recouvre cette main du noir du costume.

### Le jeune galant
Le jeune galant en manteau rouge à galon doré — peut-être un pourpoint de cavalier, peut-être un manteau de soldat — et portant un haut chapeau gris orné d'un ruban bleu clair et d'une plume bicolore, bleue et jaune, forme avec la courtisane en jaune l'élément principal du tableau, dans le quart supérieur droit de la toile.
De la main droite qui s'avance perpendiculairement au plan, il s'apprête à laisser tomber une pièce de monnaie dans la paume ouverte de la belle, au centre de la composition, alors qu'il a posé sa main gauche sur la poitrine de celle-ci. Les yeux baissés et l'expression de la bouche des deux personnages semblent se répondre en écho.
La dernière restauration a montré que Vermeer avait modifié la position de son visage, qui était d'abord tourné vers la jeune femme, et avait agrandi la taille de son chapeau, modifiant en conséquence la part d'ombre mangeant le haut de son visage — éclairé à l'origine par une lumière similaire à celle de la jeune fille.

### La courtisane

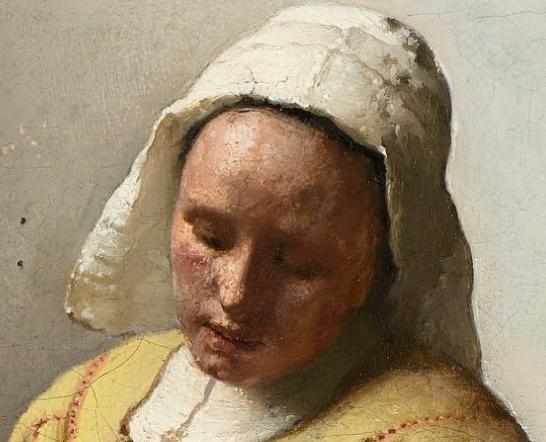
Détail de La Laitière, Amsterdam, Rijksmuseum.

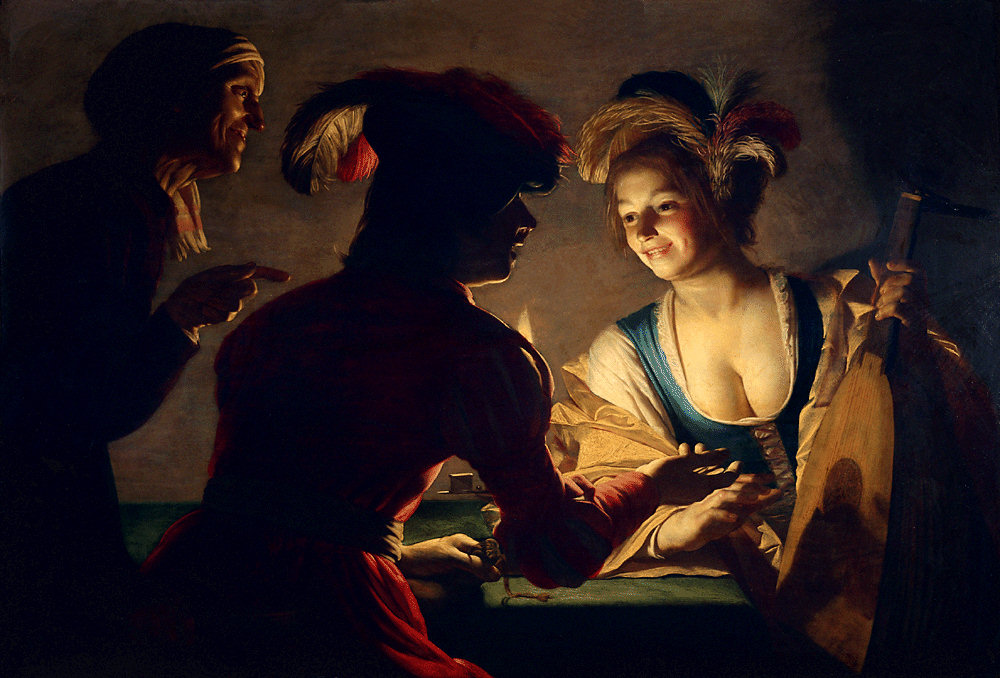
Gerrit van Honthorst, dit « Gérard de la nuit », L'Entremetteuse, 1625, huile sur toile,, Utrecht, Centraal Museum.

La jeune fille tient un römer dans la main gauche, rempli probablement de vin blanc, et tend la main droite pour recevoir la pièce de son client — le vin et l'argent laissant peu de doutes quant à la nature exacte de la scène. La tête légèrement penchée vers sa gauche, elle baisse les yeux vers cet échange, un sourire aux lèvres. Ses joues rouges semblent moins témoigner de l'émotion que des effets de l'alcool.
Elle ressemble cependant davantage à une servante acceptant les offres d'un client entreprenant qu'à une aguichante prostituée : le tissu blanc sur la table, sous son avant-bras droit, est sûrement son tablier, ce qui indique qu'elle vient juste de s'asseoir. Sa coiffe à dentelles gaufrées et son haut jaune citron ne sont pas non plus sans annoncer les habits de La Laitière.
Par sa relative retenue dans ses choix de représentation, Vermeer s'écarte des courtisanes représentées par ses contemporains  — par exemple, de celle de L'Entremetteuse de Gerrit van Honthorst —, au visage épanoui et attrayant, aux poses et mises provocantes, souvent exotiques, parfois largement dénudées.

### Le décor du premier plan

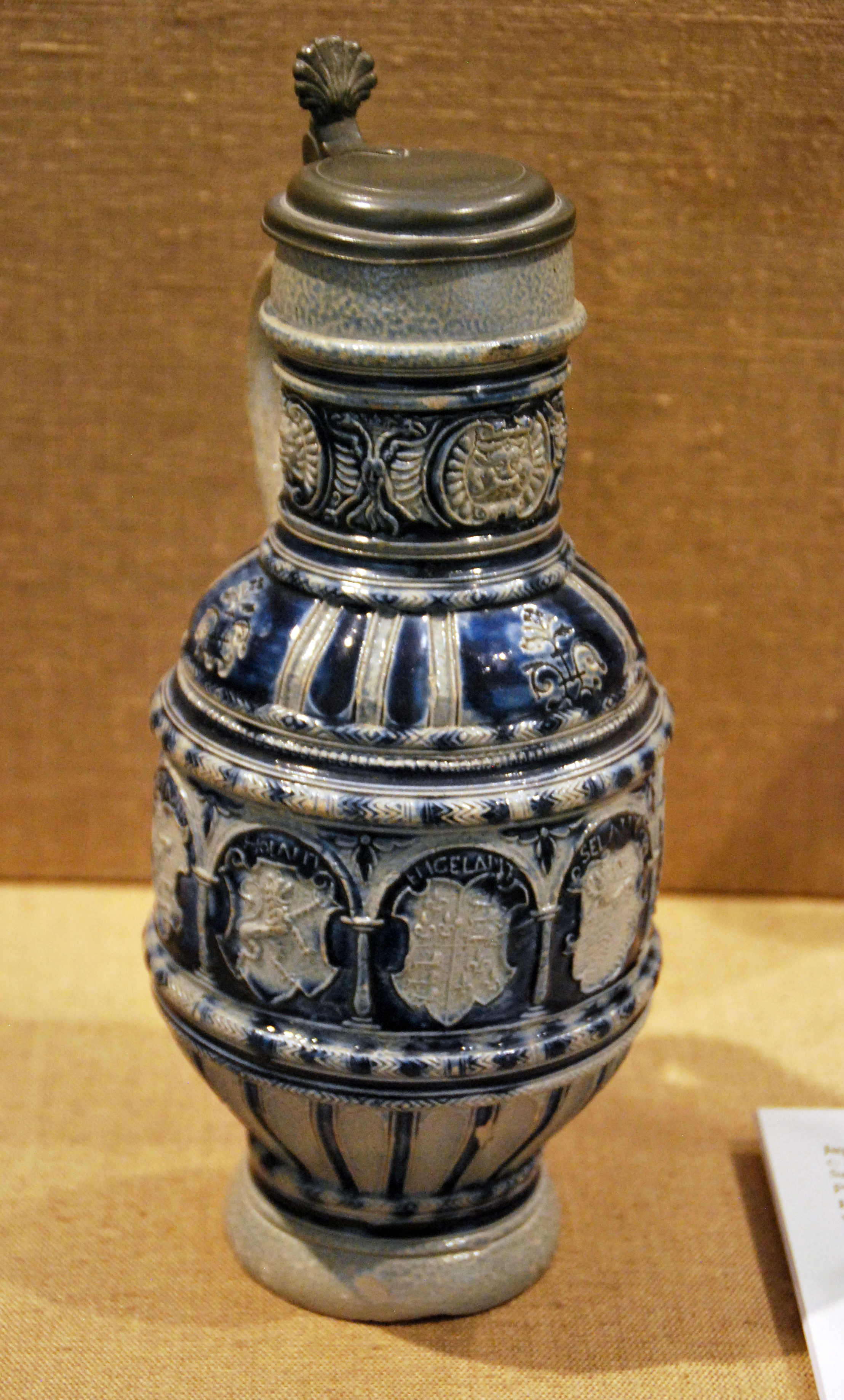
pichet de faïence de Westerwald.

La moitié inférieure de la toile est occupée par un tapis pendu sur une balustrade, qui barre le premier plan, et opère une séparation entre l'espace des personnages — situés de plus derrière une table — et le spectateur.
Des radiographies ont révélé que le tapis couvrait à l'origine toute la balustrade et que Vermeer avait ajouté après coup le manteau de fourrure sombre aux cinq boutons blancs. On s'est jadis demandé si ce dernier n'était pas d'une autre main, mais les résultats de plusieurs analyses ont réfuté cette hypothèse. Les tapis orientaux colorés étaient très prisés aux XVIe et XVIIe siècles, notamment pour recouvrir les tables et les coffres. Neuf autres toiles de Vermeer présentent de tels tapis précieux ; celui de L'Entremetteuse présente un motif caractéristique d'Uşak, dans l'ouest de la Turquie.
Le pichet de vin a fait l'objet d'un traitement minutieux de la part de Vermeer : la trace du compas utilisé pour le dessiner est d'ailleurs encore visible dans la couche de peinture. Il pourrait d'agir d'un pichet d'origine allemande importé de Westerwald, une région renommée pour sa poterie depuis le XVIe siècle, en raison de sa matière gris clair brillant et ses motifs bleu vif — rendus par Vermeer au lapis-lazuli — caractéristiques de cette production.

## Provenance et expositions
Les circonstances de son exécution par Vermeer ne sont pas connues. La toile fait partie, avant 1737, de la collection Wallenstein à Duchcov (actuellement en République tchèque). Elle est achetée en 1741 pour l'électeur de Saxe Frédéric-Auguste II (Auguste III de Pologne).
Jusqu'en 1862, le tableau est mentionné dans le catalogue du musée de Dresde comme de « Meer (Jacob van der), né à Utrecht ». Son attribution exacte est due au critique et journaliste français Théophile Thoré-Burger, qui recense l'ensemble de l'œuvre du peintre, et se déplace à Dresde en 1859 pour y découvrir L'Entremetteuse (qu'il nomme La Courtisane) et La Liseuse à la fenêtre. Dans son catalogue général de l'œuvre de Vermeer paru dans la Gazette des beaux-arts en 1866, Thoré-Burger donne au tableau le no 1 de ses « tableaux à figures ».
L'Entremetteuse et La Liseuse à la fenêtre ont fait partie des œuvres stockées dans un tunnel en Saxe pour échapper au bombardement de Dresde en février 1945, à la fin de la Seconde Guerre mondiale. Découvertes par l'Armée rouge, celles-ci ont été transportées en Union soviétique en 1945 au titre des réquisitions de guerre, puis restituées à la Gemäldegalerie Alte Meister de Dresde en 1955, où elles sont actuellement exposées.
L'Entremetteuse est présentée entre avril et juin 1980 lors de l'exposition « Restaurierte Kunstwerke in der Deutschen Demokratischen Republik » (« Œuvres d'art restaurées dans la République démocratique allemande ») qui se tient à l'Altes Museum de Berlin.
À nouveau restaurée en 2002, la toile est l'objet d'une exposition exceptionnelle au musée de Dresde du 3 décembre 2004 au 27 février 2005 (« Das restaurierte meisterwerk : Die Kupplerin von Vermeer »).

## Fortune de l’œuvre
L’œuvre est admirée par Pierre-Auguste Renoir, à qui Ambroise Vollard, dans sa biographie de l'artiste, prête les mots suivants : « un beau matin, je pris le train pour Dresde où, depuis longtemps je désirais voir le grand tableau de Vermeer de Delft, La Courtisane. Malgré son titre, c'est une femme qui a l'air la plus honnête des créatures. Elle est entourée de gens dont l'un lui met la main sur la poitrine, pour qu'on voie bien que c'est une courtisane, une main pleine de jeunesse et de couleur, qui se détache sur un corsage jaune citron, d'une puissance... »